# Odostomia excisa
Odostomia excisa är en snäckart som beskrevs av Bartsch 1912. Odostomia excisa ingår i släktet Odostomia och familjen Pyramidellidae. Inga underarter finns listade i Catalogue of Life.